# Acacia macrophylla
Acacia macrophylla é uma espécie de leguminosa do gênero Acacia, pertencente à família Fabaceae.